# Он приехал в день всех святых
Он приехал в День всех святых (фр. Le voyageur de la Toussaint) — франко-итальянская криминальная драма 1943 года, поставленная режиссером Луи Дакеном по роману Жоржа Сименона 1941 года.

## Сюжет
Печальным ноябрьским вечером Жиль Мовуазен, только что потерявший родителей, высадился в Ла-Рошели. Он быстро обнюхивает атмосферу этого города, чьи знатные люди образуют так называемый синдикат, который распространяет свою тень и силу на город.